# 이만규 (1868년)
이만규(李晩奎, 1868년 음력 10월 13일 ~ 1931년 양력 9월 10일)는 대한제국의 교육 관료이며 일제강점기에 조선총독부 중추원 참의를 지냈다.

## 생애
소속 당파가 남인인 양반 가문 출신이다. 1895년 관립한성사범학교를 졸업하고 교원으로 임용되었다. 관립소학교와 모교인 한성사범학교의 교원을 맡았다가 1902년에는 관립소학교 교장에 임명되었다. 1904년 관립농상공학교 교원이 된 것을 계기로 일본의 학문제도를 시찰하기 위한 이재극의 시찰단에 포함되어 파견되었고, 일본 정부로부터 훈6등 욱일장을 받기도 했다.
1906년 학부 시학관, 1908년 학부 번역관과 서기관, 1910년에는 일본 유학생 감독관에 올랐고, 한일 병합 조약 체결 후 한국병합기념장을 받고 1914년 중추원 부찬의에 임명되었다. 부찬의로는 중추원 개편 때까지 7년간 근무했으며, 중추원 일본시찰단에 참가하고 반도사편찬사업 조사주임을 맡는 등 조선총독부의 시책에 따라 활발히 활동했다.
일본 시찰 후에는 《매일신보》를 통해 시찰기를 발표한 바 있는데, 신궁을 참배하고 고위 인사를 만난 소회와 함께 일본의 정치를 찬양하고 내선융화를 선전하는 내용이다. 1921년 중추원 편제 개편 때 참의가 되어 1927년까지 6년간 재임했다.
2002년 발표된 친일파 708인 명단과 2008년 민족문제연구소가 정리한 친일인명사전 수록예정자 명단에 모두 수록되었으며, 2007년 대한민국 친일반민족행위진상규명위원회가 발표한 친일반민족행위 195인 명단에도 포함되었다.

## 같이 보기
- 조선총독부 중추원

## 참고자료
- 친일반민족행위진상규명위원회 (2007년 12월). 〈이만규〉 (PDF). 《2007년도 조사보고서 II - 친일반민족행위결정이유서》. 서울. 763~771쪽쪽. 발간등록번호 11-1560010-0000002-10. [깨진 링크(과거 내용 찾기)]